# Đức Lợi
Đức Lợi là một xã cũ thuộc huyện Mộ Đức, tỉnh Quảng Ngãi, Việt Nam.

## Địa lý
Xã Đức Lợi có diện tích 4,66 km², dân số năm 2024 là 8.949 người, mật độ dân số đạt 1786 người/km².

## Hành chính
Xã Đức Lợi được chia thành 4 thôn: An Mô, An Chuẩn, Vinh Phú, Kỳ Tân.

## Sáp nhập chung với xã Đức Thắng
Ngày 21 tháng 11 năm 2024, căn cứ vào Nghị quyết về việc sắp xếp đơn vị hành chính cấp xã của tỉnh Quảng Ngãi giai đoạn 2023-2025 số 1279/NQ-UBTVQH15 của Uỷ ban Thường vụ Quốc hội quy định:
Thành lập xã Thắng Lợi trên cơ sở nhập toàn bộ diện tích tự nhiên là 4,66km², quy mô dân số là 8.949 người của xã Đức Lợi và toàn bộ diện tích tự nhiên là 11,72km², quy mô dân số là 8.016 người của xã Đức Thắng. Sau khi thành lập, xã Thắng Lợi có diện tích tự nhiên là 16,38km², quy mô dân số là 16.965 người. 
Xã Thắng Lợi giáp với xã Đức Chánh, xã Đức Nhuận; huyện Tư Nghĩa, thành phố Quảng Ngãi và Biển Đông. 

## Kinh tế
Người dân Đức Lợi chủ yếu sống bằng nghề đánh bắt hải sản ven bờ và làm mắm, sản phẩm mắm Đức Lợi được chở đi bán khắp các vùng trong ngoài tỉnh.
Năm 2009, nước mắm Đức Lợi được công nhận làng nghề chế biến nước mắm truyền thống.